# Südlicher Libanon

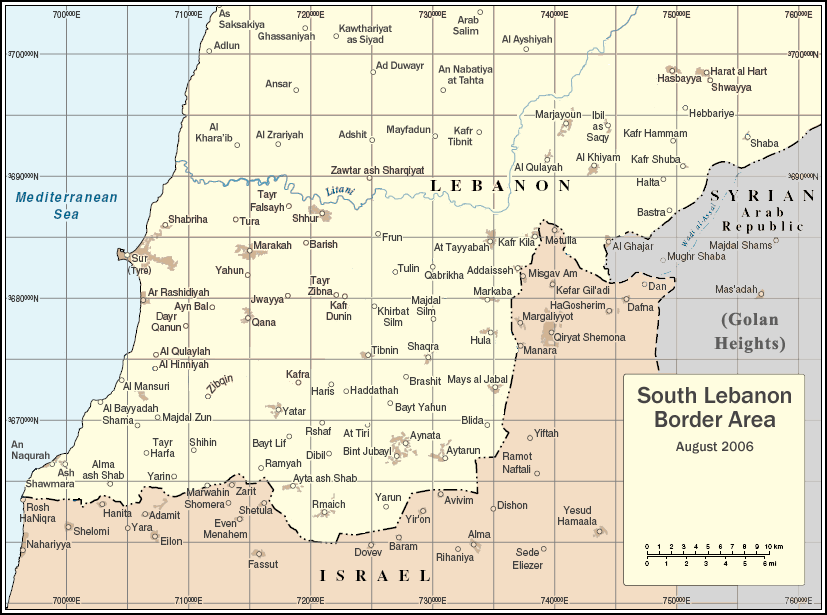
UN-Karte des Süd-Libanon vom August 2006.

Der Südliche Libanon ist das geographische Gebiet des Libanon, in etwa südlich des Litani, das die beiden Gouvernements Süd-Libanon und Nabatäa zusammenfasst. Diese beiden Verwaltungseinheiten wurden aus der gleichnamigen Provinz in den frühen 1990er Jahren gebildet. Manchmal werden auch die südlichsten Distrikte des Gouvernements Bekaa, die Distrikte Rashaya und Westliches Bekaa als zum Südlichen Libanon gehörend betrachtet. Die Abgrenzung nach Süden, die Galiläa in dessen israelischen Teil und den libanesischen Teil Dschabal ʿĀmil trennt, entstand durch Grenzziehung zwischen den Gebieten von Völkerbundmandat für Syrien und Libanon (mit französischer Mandatsmacht) einerseits und Völkerbundsmandat für Palästina (mit britischer Mandatsmacht) andererseits, wie im Vertrag von Sèvres 1920 bestimmt und in Folge der Konferenz von Lausanne (1922/1923) angepasst. 
Die wichtigsten Städte der Region sind die Küstenstädte Tyros und Sidon sowie das im Landesinneren liegende Nabatäa. Nach einer Reihe von Terroranschlägen der Fatah (eine Organisation der PLO) in Israel, zuletzt der vom südlichen Libanon her ausgeführte Küstenstraßen-Anschlag, marschierten israelische Verteidigungsstreitkräfte im Rahmen der Operation Litani ab dem 14. März 1978 in den südlichen Libanon ein, um Angriffe der Fatah von hier aus zu unterbinden. Der südliche Libanon hat einen hohen Bevölkerungsanteil von schiitischen Muslimen, deren Mehrheit die Basis für die militante Hisbollah bildet. Die Hisbollah entstand Ende 1982 durch die iranische Revolutionsgarde, aus Anlass des Einmarschs Israels in den Südlibanon im Libanonkrieg 1982. Zwischen 1985 und 2000 standen gemäß Plan Mosche Lewis israelische Truppen im südlichen Libanon und versuchten durch die Südlibanesische Armee (SLA) unterstützt, die Angriffe der Hisbollah gegen Israel zu unterbinden. 
Frankreich und Großbritannien änderten und präzisierten 1923 den Grenzverlauf zwischen ihren Mandatsgebieten, wie im Paulet-Newcombe-Abkommen festgelegt. Die Grenze wurde in ihrem exakten Verlauf von Vermessungen beider Seiten, dem 1943 konstituierten Libanon und Israel (1948 konstituiert), nur abschnittsweise übereinstimmend kartiert. Um die Resolutionen 425 und 426 des UN-Sicherheitsrates zur Regelung des israelischen Abzugs aus dem südlichen Libanon umzusetzen, bedurfte es einer Einigung beider Seiten auf den Grenzverlauf, hinter den israelische Truppen sich zurückziehen sollen. Nachdem der Libanon sich beharrlich weigerte, diesen für unklare Grenzabschnitte festzulegen, haben die Vereinten Nationen (UN) im Juni 2000 die Blaue Linie als einstweilige Demarkationslinie fixiert, die zu überschreiten die UN als Grenzverletzung ansehen. Israel hatte seine Streitkräfte daraufhin südlich hinter die Blaue Linie zurückgezogen. Doch Libanon und Syrien erheben wiederholt den Vorwurf, Israel habe sich nicht vollständig zurückgezogen, ohne die eigenen Grenzen zu Israel rechtsgültig festzulegen oder die Blaue Linie zu akzeptieren. Die Hisbollah interessiert nicht, ob Israel sich zurückzog oder nicht, sie folgt den Ideen ihrer iranischen Finanziers und ideellen Paten und bekämpft Israels schiere Existenz an sich durch stets fortgesetzten Beschuss über die Grenze nach Israel hinein. Im Mai 2000 stellte der israelische MaGaV eine neue Spezialeinheit für die Blaue Linie auf, die JaGaL.
Mit dem Libanonkrieg 2006 gelangte die Region erneut in die Aufmerksamkeit der Weltöffentlichkeit.